# Кудряшов, Антон Владимирович
Антон Владимирович Кудряшов (9 сентября 1967, Москва) — российский финансист, бывший генеральный директор ОАО «ВымпелКом» (ТМ «Билайн»).

## Биография

### Образование
1989 — окончил Московский финансовый институт по специальности «Экономика».
1990 — аспирантуру в Институте Европы РАН.
1991 — магистратуру в Лондонской школе экономики.

### Карьера
С 1991 по 1995 гг. работал в международном инвестиционном банке CS First Boston, где с 1993 года занимал позицию вице-президента.
В 1995 году с группой коллег во главе с Борисом Йорданом ушёл из CSFB и стал основателем инвестиционно-банковской группы «Ренессанс Капитал», заняв должность начальника управления торговли акциями и став членом Совета директоров компании.
В 1997 году входит в TOP-5 трейдеров, которые оказывают наибольшее влияние на развитие рынка ценных бумаг России.
После объединения «Ренессанс Капитал» с МФК, принадлежащей Владимиру Потанину, стал управляющим директором объединённой «МФК-Ренессанс», возглавляя торговлю акциями российских эмитентов.
В 1999 году присоединился к фонду прямых инвестиций «Спутник» Б. Йордана в качестве исполнительного директора.
В 1998 году создает Издательский дом «Афиша» вместе с Эндрю Полсоном.
В период с июля 1999 по май 2000 года являлся членом Совета директоров Национальной ассоциации участников фондового рынка (НАУФОР).
В 2001 году был назначен заместителем гендиректора по работе с активами ОАО «Газпром-Медиа», входил в состав Правления холдинга.
В 2001 году на внеочередном собрании акционеров ЗАО «ТНТ-Телесеть» был избран в состав Совета директоров телекомпании. В том же году возглавил группу советников ОАО «Телекомпания НТВ» по финансовой реструктуризации.
В 2002 стал Генеральным директором ЗАО «НТВ-Плюс», оставаясь на должности в «Газпром-Медиа». Одновременно был избран в состав совета директоров радиостанции «Европа Плюс» как представитель фонда «Спутник».
В 2003 ушёл с должности генерального директора ОАО «НТВ-Плюс». С 2004 года занимал пост председателя Совета директоров ООО «Группа Ренессанс Страхование».
С августа 2008 по декабрь 2011 был Генеральным директором холдинга «СТС Медиа», с августа по осень 2008 — Генеральным директором ЗАО «Сеть телевизионных станций» (СТС), в 2008—2009 годах — Генеральным директором ЗАО «Новый канал» (телеканал «Домашний»).
В декабре 2011 оставил посты в «СТС Медиа» и перешёл на должность генерального директора ОАО «Вымпелком». С 2014 года вошёл в состав правления группы Вымпелком в штаб-квартире в Амстердаме, где отвечал за стратегические сделки, продажи активов, слияния и поглощения. Оставил пост в 2017 году и переехал в Лондон, где занимается венчурными инвестициями и участвует в работе Наблюдательных советов компаний в области медиа и технологий.
С октября 2012 года — член Правления Российского союза промышленников и предпринимателей.

### Награды и премии
Является академиком Академии российского телевидения и отмечен благодарностью Президента РФ Дмитрия Медведева за заслуги в области телерадиовещания и многолетнюю плодотворную работу.
В 2010 году стал лауреатом премии «Медиа-менеджер России 2010» «за успешные финансовые результаты в период кризиса, превышающие среднерыночные более, чем в 2 раза».
В 2011 году был включён в рейтинг «ТОП-1000 российских менеджеров — 2011», подготовленный Ассоциацией менеджеров России, совместно с ИД «КоммерсантЪ» в номинации «Медиабизнес».
В 2012 году занял первое место в рейтинге высших руководителей в области телекоммуникаций по версии газеты «КоммерсантЪ» (рейтинг «ТОП-1000 российских менеджеров 2012»).

### Личная жизнь
Разведён, имеет двоих взрослых детей.
Свободно владеет английским и французским языками.

## Награды
- Благодарность Президента Российской Федерации (18 ноября 2010 года) — за заслуги в области телерадиовещания и многолетнюю плодотворную работу[25].